# Jerry Reed
Jerry Reed Hubbard  (20. března 1937 Atlanta – 1. září 2008 Nashville) byl americký herec, skladatel a country zpěvák.
Jeho první hit byl v roce 1967 „Guitar man“ (který později nahrál i Elvis Presley). V roce 1970 se dostal do TOP 10 popové hitparády s písní „Amos moses“, jež se stala zlatým singlem. Rok nato měl další zlatý singl – nahrávku „When you're hot, you're hot“, za níž dostal i cenu Grammy. V roce 1971 měl Johnny Cash úspěch s Reedovou písní „A thing called love“. V roce 1973 měl number one hit „Lord, Mr. Ford“, a v roce 1977 si zahrál ve filmovém hitu Smokey and the bandit, ze kterého vzešel další hit, „East bound and down“. V roce 1982 nahrál své poslední dva hity, „She got the goldmine (I got the shaft)“ a „The bird“. Píseň „A thing called love“ česky nahrál Radek Tomášek jako „Duhovou kuličku“ a Karel Zich „Take it easy“ jako „To se stává“.

## Největší hity

### Interpret
- „Amos moses“: #8 US pop, #2 CAN pop
- „When you're hot, you're hot“: #1 US country, #9 US pop, #6 US AC, #1 CAN country, #4 CAN pop, #18 CAN AC

### Autor
- „A thing called love“ (Johnny Cash): #2 US country, #37 US AC, #1 CAN country, #4 UK, #6 NIZ
- „Guitar man“ (Elvis Presley): #1 US country, #28 US pop, #16 US AC, #1 CAN country, #1 CAN AC, #19 UK, #39 NIZ